# Bray, Irland
För andra betydelser, se Bray.
Bray (iriska: Bré) är den största staden i grevskapet Wicklow och den åttonde största på Irland. Den ligger i den nordöstliga delen av grevskapet, inte alls långt ifrån huvudstaden Dublin. En stor del av befolkningen pendlar in till huvudstaden. Brays station trafikeras av Dublinpendeltåget DART. År 2002 hade Bray totalt 28 002 invånare.
Staden växte upp som ett resmål vid havet och är den stad i republiken som längst varit förbunden med strandlivet.

## Sport
- Bray Wanderers AFC[1][2]
- Hemmaarena: Carlisle Grounds (kapacitet: 7 000)